# Sosnowo (Litwa)
Sosnowo (lit. Sasnava) – miasteczko na Litwie w okręgu mariampolskim w rejonie Mariampol, położone przy drodze Mariampol-Kowno, ok. 12 km na północny wschód od Mariampola, siedziba starostwa Sosnowo.
Od 2005 roku miasteczko posiada własny herb. Miejscowość położona nad rzeką Sosną, dopływem Szeszupy, skąd też wzięła się jej nazwa. Znajduje się tu kościół i biblioteka.